# 부창동
부창동(富倉洞)은 대한민국 충청남도 논산시의 법정동이자 행정동이다.

## 개요
부창동은 1996년 3월 1일 논산군이 논산시로 승격되면서 논산읍에서 분동되었으며 논산읍은 본래 은진땅으로 넓은 들가운데 외딴 산인 논산(論山)이 있어 논산이라 하였다. 부창동은 논산시의 소재지로 동으로는 취암동, 남서쪽으로는 은진면과 채운면, 북으로는 성동면, 광석면과 접하고 있는 지역이다. 총 7.55km2의 면적을 가진 부창동은 시가지로 형성하고 있다. 또한 탑정저수지와 연결되어 있는 논산천이 동서로 흐르고 있어 부창동내 농경지에 젖줄을 형성하고 있으며 논산시를 비롯한 각급기관 단체들이 자리잡고 있는 행정의 중심지이면서 농산물의 집산지로 상업의 중심지로서 발전하고 있다.

## 연혁
- 삼국시대 : 마한이 위치함.
- 백제시대 : 황등 야신군과 덕은군 2개군에 속함.
- 신라시대 : 덕은군, 황산군 2개군에 속함.
- 고려시대 : 황산을 연산으로 개칭.
- 조선 태조 6년(1397년) : 덕은군이 시지현을 합함.
- 조선 태종 13년(1412년) : 연산군을 연산현으로 개칭.
- 조선 세종 1년(1418년) : 덕은군을 은진현으로 개칭.
- 조선 영조 : 니산현이 니성현으로 개칭.
- 조선 정조 : 니성현이 노성현으로 개칭.
- 1912년 : 4현을 4군으로 변경.
- 1914년 3월 2일 : 행정구역 통폐합에 따라 은진군 화지산면의 장대, 반월, 종포, 취암, 주동, 죽암, 주천의 7개리와 연산군 부인처면의 창리, 연신촌, 둔전평 일부, 적사곡면의 평리 일부와 노성군 광석면의 논산리를 병합하여 관촉, 대교, 덕지, 반월, 주천, 취암, 화지의 7개리를 관할함.
- 1987년 1월 1일 : 은진면의 관촉리, 강산리, 내동리가 논산읍에 편입되어 11개 동을 관할함.[2]
- 1988년 8월 1일 : '동' 지명을 '리'로 고침.
- 1996년 3월 1일 : 논산군이 논산시로 승격됨에 따라 논산읍에서 분동해 2개동을 설치해 운영.[3]
  - 취암동 : 화지,반월,취암,지산,덕지,내,관촉동 관할
  - 부창동 : 대교,부창,등화,강산동 관할

## 행정 구역
- 강산동(薑山洞)
- 대교동(大橋洞)
- 등화동(登華洞)
- 부창동(富倉洞)

## 교육
- 논산여자상업고등학교
- 논산대건고등학교
- 쌘뽈여자고등학교
- 논산중학교
- 쌘뽈여자중학교
- 논산대건중학교
- 부창초등학교

## 아파트
| 단지명        | 건설사       | 시행사       | 주소             | 법정동 | 입주        | 비고     |
| ------------- | ------------ | ------------ | ---------------- | ------ | ----------- | -------- |
| 논산부창 대림 | 대림산업     | 대림산업     | 대림길 7         | 부창동 | 1997년 2월  |          |
| 논산강산 부영 | ㈜부영       | ㈜부영       | 시민로307번길 28 | 강산동 | 1996년 1월  |          |
| 동신          | ㈜동신       | ㈜동신       | 시민로307번길 19 | 강산동 | 1995년 12월 |          |
| 강산청솔      | 한신공영     | 한국토지신탁 | 논산대로 269-19  | 강산동 | 2000년 12월 |          |
| 대교휴먼시아  | 코오롱글로벌 | 대한주택공사 | 대화로 143       | 대교동 | 2009년 10월 | 국민임대 |